# Jan VI Mądry
Jan VI Mądry (ur. 24 grudnia 1389 w Vannes, zm. 29 sierpnia 1442 w Nantes), książę Bretanii, najstarszy syn księcia Jana V Zdobywcy i Joanny, córki Karola II Złego, króla Nawarry.
Władzę nad Bretanią objął po śmierci swojego ojca w 1399 r. Regencję na czas jego małoletności sprawował Gwidon XII de Laval. W przeciwieństwie do ojca prowadził politykę pokojową (aczkolwiek brał udział w bitwie pod Azincourt). Umocnił władzę książęcą w Bretanii poprzez wprowadzenie stałej armii zaciężnej i usprawnienie aparatu fiskalnego. Był mecenasem artystów i hojnym sponsorem Kościoła. Podczas swojego panowania sfinansował budowę wielu katedr. W 1420 r. złożył swój podpis pod traktatem w Troyes. Był kawalerem Orderu Złotego Runa.
19 listopada 1396 r. poślubił Joannę de Valois (24 stycznia 1391 – 27 września 1433), córkę króla Francji Karola VI Szalonego i Izabeli Wittelsbach, córki Stefana III, księcia Bawarii. Jan i Joanna mieli razem trzech synów i cztery córki:
- Anna (1409 – po 1415)
- Izabela (1411 – 13 stycznia 1442 w Auray), żona Gwidona XIV, hrabiego de Laval
- Małgorzata (1412 – czerwiec 1421)
- Franciszek I (14 maja 1414 – 18 lipca 1450), książę Bretanii
- Katarzyna (1416 – po 1421)
- Piotr II (7 lipca 1418 – 22 września 1457), książę Bretanii
- Gilles (1420 – 24 kwietnia 1450), pan de Prince, ożenił się z Franciszką de Dinant, nie miał dzieci